# Florence (Wisconsin)
Florence es un pueblo ubicado en el condado de Florence en el estado estadounidense de Wisconsin. En el Censo de 2010 tenía una población de 2002 habitantes y una densidad poblacional de 4,9 personas por km².

## Geografía
Florence se encuentra ubicado en las coordenadas 45°55′11″N 88°22′1″O / 45.91972, -88.36694. Según la Oficina del Censo de los Estados Unidos, Florence tiene una superficie total de 408.49 km², de la cual 398.26 km² corresponden a tierra firme y (2.5%) 10.23 km² es agua.

## Demografía
Según el censo de 2010, había 2002 personas residiendo en Florence. La densidad de población era de 4,9 hab./km². De los 2002 habitantes, Florence estaba compuesto por el 96.85% blancos, el 0.5% eran afroamericanos, el 0.95% eran amerindios, el 0.1% eran asiáticos, el 0% eran isleños del Pacífico, el 0.25% eran de otras razas y el 1.35% pertenecían a dos o más razas. Del total de la población el 0.95% eran hispanos o latinos de cualquier raza.

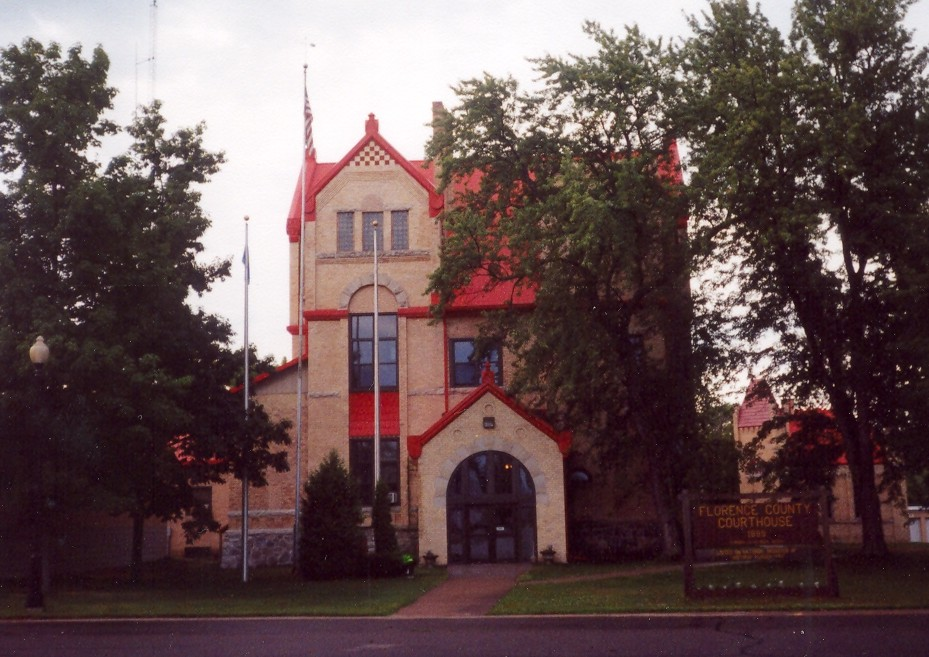
Florence County Courthouse and Jail in Florence